# Angelica tomentosa
Angelica tomentosa är en flockblommig växtart som beskrevs av Sereno Watson. Angelica tomentosa ingår i släktet kvannar, och familjen flockblommiga växter. Utöver nominatformen finns också underarten A. t. tomentosa.